# 川上高司
川上 高司（かわかみ たかし、1955年〈昭和30年〉12月6日 - ）は、日本の内閣官房参与（外交・安全保障担当）、国際政治学者（大阪大学 国際公共政策博士）。専門は、安全保障、アメリカ政治、日米関係に関する研究。
中央大学法学部講師、拓殖大学元教授、北陸大学元教授、防衛研究所元主任研究官、世界平和研究所（現中曽根平和研究所《IIPS》）研究員を歴任。現在、一般社団法人日本外交政策学会理事長、一般社団法人中央政策研究所所長、一般社団法人日本経済安全保障研究所理事長、NPO法人次世代総合安全保障研究所理事長、防衛省情報本部講師、陸上自衛隊小平学校（富士学校）講師などを兼務。
大阪大学国際公共政策博士、フレッチャースクール外交政策分析研究所（IFPA)、さらにジョージタウン大学院国家安全保障科（NSS）留学。NSSは米軍将校向けのペンタゴンプログラム。ペンタゴンプログラムには日本人で始めて留学。この時の指導教官はレイ・クライン。
初の著作（単著）『パワーブローカーズ - 影の米国対日政策決定者集団 - 』（日刊工業新聞社、1992年）では、日米貿易摩擦を背景としたアメリカのジャパンバッシングの構図を解明。企業向けに米国の対日政策を行う人物や組織について解説した。レイ・クライン元CIA副長官（当時　米国世界戦略評議会理事長）、ロバート・ファルツグラフ元レーガン大統領顧問（当時フレッチャー・スクール外交政策分析研究所所長）による推薦文が掲載されている。
フレッチャースクール外交政策分析研究所（IFPA)研究員、ランド研究所(RAND)客員研究員を経て、世界平和研究所（現中曽根平和研究所《IIPS》)の初代研究員、（キッシンジャー元国務長官やゴルバチョフ大統領の担当）、中央政策研究所所長、海部俊樹元総理の政策秘書、防衛省防衛研究所主任研究員、北陸大学教授から拓殖大学海外事情研究所所長を経て現職。
その間、フレッチャースクール外交政策分析研究所（IFPA)研究顧問、日本国際フォーラム政策委員、国際情勢研究所委員、日本国際問題研究所（JIIA）客員研究員、神奈川県庁参与（基地担当）、参議院外交防衛委員会客員調査員、TBS News Bird特別キャスターを兼務。
主な所属学会は、日本国際政治学会、アメリカ学会、国際安全保障学会、日本政治学会、世界国際関係学会（ISA）、IISS。
2024年10月1日付、石破茂内閣総理大臣から内閣官房参与（外交・安全保障担当）に任命された。
趣味は空手（二段）、合気道（初段）、太極拳奥伝、修験道。

## 来歴・人物

### 学歴
- 1955年熊本県熊本市生まれ。
- 京都産業大学法学部卒業[4]。
- 京都産業大学大学院法律学研究科修士課程修了[4]。
- アメリカの大学院大学フレッチャー・スクール外交政策分析研究所（IFPA)、ジョージタウン大学院国家安全保障科（NSS）留学。NSSは米軍将校向けのペンタゴンプログラム。
- 2003年大阪大学にて博士号取得 （国際公共政策博士）。

#### 指導教員
京都産業大学（法学士、法学修士）では小谷豪冶郎、福田恆存、若泉敬らから教わる。
ジョージタウン大学院の国防総省プログラム（ペンタゴンプログラム）での指導教官はレイ・クライン。

### 経歴
- 1983年 - フレッチャースクール外交政策分析研究所(IFPA)研究員
- 1988年 - 財団法人世界平和研究所（現 中曽根平和研究所(IIPS）初代研究員
- 1994年 - 社団法人中央政策研究所研究主幹
- 1997年 - ランド研究所（RAND）客員研究員
- 1997年 - 防衛庁防衛研究所第2研究部第1研究室主任研究官
- 2001年 - 北陸大学法学部教授
- 2005年 - 拓殖大学国際開発学部教授
- 2008年 - 拓殖大学海外事情研究所教授
- 2013年 - 拓殖大学海外事情研究所長
- 2024年 - 内閣官房参与（外交・安全保障担当）

#### 米国研究所研究員時代
アメリカのフレッチャースクール外交政策分析研究所(IFPA)研究員を務め、ランド研究所（RAND）の客員研究員となり、ミサイル・デイフェンスの調査研究、防衛政策の研究を行なう。この期間の主な研究活動はIFPAと国際問題研究所の共同研究で日米ガイドライン共同研究会（座長、小和田恆大使）を立ち上げ・参加、直後に日米新ガイドライン策定となる。通産省から国家備蓄の調査研究、日本国際問題研究所からブッシュ政権のネオコン（新保守主義）の動向などをワシントンにて調査。
財団法人中曽根世界平和研究所（IIPS）の初代研究員となり10年間在籍。冷戦時代の日本の戦略を中曽根康弘元総理（平和研会長）や補佐官達と立案補佐した。特に、IIPS顧問のキッシンジャー元国務長官やゴルバチョフ大統領を担当し、ゴルバチョフを日本へ召喚し、中曽根世界平和研究所とゴルバチョフ財団との締結を行った。この間、アメリカや中国に中曽根康弘会長に随行、各国の要人と面談・通訳を行う。
また、この間、経済同友会会長の諸井虔（経済同友会会長、秩父セメント会長）のバックアップでワシントンクラブを定期的に開催し、在日米大使館、在日アメリカ人（マイケル・グリーンホワイトハウス上級委員、グレン・S・フクシマ在日米国商工会議所筆頭理事など）と日本官僚（河野太郎大臣、山田宏衆議院議員など）との日米間の会議を8年間にわたり主催し日米間のバックチャンネルを構成した。

#### 政策秘書時代
新進党立ち上げ時の海部俊樹元内閣総理大臣の政策秘書となる。海部元総理とは、韓国、中国、トルコ、ポルトガル、アメリカなど世界各国に随行、中国の江沢民国家主席、ジョージ・H・W・ブッシュ大統領との会談に随行。海部俊樹新進党党首のスピーチライターや出版、通訳を行った。この時期、海部俊樹内閣総理大臣が理事長を務める社団法人中央政策研究所の所長を兼務し防衛問題や外交問題の研究会を頻繁に開催した。また、アメリカ合衆国国務省や国防総省と密に連携し、日米同盟強化を行った。特に、岡崎久彦大使のもとで開催されていた日米研究会に定期的に参加。

#### 防衛研究所時代
防衛省防衛研究所の第2研究部第1研究室（アメリカ担当）の主任研究官・教官となる。防衛研究所では「戦略概観」の副編集長を務め、また、アメリカ担当の主任研究官として冷戦後の米国の戦略を分析した。防衛研究所からランド研究所、CSIS研究所、Cargegie Endowment、北京戦略研究所、さらに、アメリカ太平洋軍のSEES、SNEESに参加しアジア太平洋の米軍の前方展開基地を中国、韓国、モンゴル、ミャンマー、ベトナム、オーストラリアの将軍達と米軍の前方展開基地を歴訪、論議を重ねた。その時の同窓に松川ルイ衆議院議員（元防衛大臣政務官）がおり現在も交流を行っている。

#### 大学教授時代
金沢の北陸大学法学部教授へ就任。同時に、中央大学法学部でも兼任講師としてアメリカ政治論を担当する（〜現在在籍）。北陸大学時代には、米国同時多発テロ（9.11テロ）がおこり、NHK、テレビ朝日、フジテレビなどに出演し、米国のテロ対策や自衛隊イラク派遣について解説を行うようになった。さらに、沖縄県知事へのアドバイスや神奈川県知事へのアドバイス、また地方自治体や企業の講演や会議、NHKの『クローズアップ現代』、『視点・論点』、『日曜討論』、フジテレビなどに頻繁に出演。また、アメリカ合衆国大統領選挙のときにはTBS News Bird特別キャスターとして出演し解説を行った。
渉外関係主要都道府県知事連絡協議会（全国渉外知事会）の訪米のアレンジを行い同行し、ワシントンD.C.の国防総省や国務省での交渉・会議のアレンジをサポートし、随行した。その後、松沢成文神奈川県知事からの要請で神奈川県参与（基地問題）に就任した。その間、米軍基地のある地域の市町村へたびたび米軍動向についてのブリーフィングを行った。また、松沢知事が副会長を務める全国渉外知事会ではしばしば米軍基地問題につき報告を求められ発表を行った。
その後、拓殖大学へ移籍した。拓殖大学では国際学部の教授を経て、海外事情研究所所長を歴任した。その間、参議院の外交防衛委員会客員調査員として参議院の調査レポートに執筆を行い、議員や職員へのブリーフィングをたびたび行った。この間、外務省の主催するサンフランシスコ会議（日米からの政策決定者約50名全員参加）には毎年参加し、（ウィリアム・J・ペリー国防長官、カート・キャンベル国務次官、ジョセフ・S・ナイハーバード大学教授、マイケル・グリーンホワイトハウス上級委員、日本大使、防衛省事務次官、外務省審議官など）、「日本の核武装論」や「日米ガイドライン改定などを発表し論議をし、日米同盟の運営についての打ち合わせを行った。調査委託研究は、内閣府、防衛省、外務省、米国のシンクタンクから依頼（ミサイルディフェンス、沖縄米軍基地問題、ガイドライン改定問題、防衛省改革、米国議会の調査、大統領選挙調査など）をうけ報告を行っている。また、内閣府、防衛省、自衛隊、米国のシンクタンクへは定期的に報告を行っている。
最近では、自民党の古川禎久議員（元法務大臣）の依頼で、衆議院の財務委員会で「台湾有事と日本の危機」に関しての自民党側からの公述人として報告を行った。さらに、山田宏代議士と青山繁晴代議士が主催する自民党の核問題研究会（自民党議員約60名参加）では、日本の核シェアについての報告を行った。その他、自民党、立憲民主党などの研究会ではたびたび講師をして招かれ発表を行っている。さらに、理事長を務める社団法人日本外交政策学会では議員会館で超党派議員と台湾有事、日本有事、国民保護などのポリ・ミリゲーム（シミュレーション）を定期的に行うと同時に、アメリカ問題の調査研究・発表を行っている。

#### 内閣官房参与
2024年10月1日付で石破茂内閣総理大臣から外交・安全保障担当の内閣官房参与に任命された。これまでも石破茂内閣総理大臣のブレーンを務めてきた。

### ポリティコ・ミリタリー（ポリミリ）ゲーム
理事長を務める社団法人日本外交政策学会では議員会館で超党派議員と台湾有事、日本有事、国民保護などのポリ・ミリゲーム（シミュレーション）を定期的に行う。

### 教育歴
拓殖大学では、国際学部（アメリカの歴史と、安全と危機管理、北米）、政経学部（安全保障論）、外国語学部（日米関係論、北米）、大学院（危機管理、アメリカ政治、日米関係研究、同盟研究）を30年以上担当。
中央大学法学部では兼任講師として30年以上、アメリカ政治論を担当、経済学部ではアメリカ経済を担当した。また、中央大学大学院では修士課程、博士課程の講座も担当する。
その他、実践女子大（国際関係論）、大妻女子短期大学（国際関係、英語）、東京都立大学（国際関係）などで非常勤講師を勤めた。また、外務省研修の講師、防衛省防衛研究所の講師、防衛省情報本部の講義、小平学校（富士学校）講師、海上自衛隊幹部学校の講師などで教鞭をとる。

### 主張
集団的自衛権の行使を容認し、日本国憲法の改正を必要と主張している。一方で、安倍晋三首相が閣議決定という形で集団的自衛権を容認した方法については、反対の立場を採っている。

## 著作

### 単著
- 『パワーブローカーズ - 影の米国対日政策決定者集団 - 』（日刊工業新聞社、1992年）

　※レイ・クライン元CIA副長官（当時　米国世界戦略評議会理事長）、ロバート・ファルツグラフ元レーガン大統領顧問（当時フレッチャー・スクール外交政策分析研究所所長）による推薦文あり。
- 『国際秩序の解体と統合』（東洋経済新報社、1995年）
- 『米国の対日政策 - 覇権システムと日米関係 - 』（同文館、2001年）
- 『米軍の前方展開と日米同盟』（同文館出版、2004年）
- 『アメリカ世界を読む - 歴史をつくったオバマ - 』（創成社、2009年）

### 共著ほか
- 『冷たい平和』（PHP研究所、1993年）
- 『現代アメリカ政治の分析』（行研、1994年）
- 『戦後アメリカ外交の軌跡』（剄草書房、1997年）
- 『日米同盟関係の光と影』（大空社、1998年）
- 『The Role of the United States in the Asia-Pacific』（CSIS,USA、1999年）
- 『現代アメリカ外交の研究』（中央大学出版部、1999年）
- マイケル・グリーン著『日米同盟─米国の戦略』(監訳)（勁草書房、1999年）
- 『これからの安全保障』（亜紀書房、1999年）
- 『Japan and Ballistic Missile Defense』（RAND,USA、2001年）
- 『東アジアの国際協力』（日本大学国際関係研究所、2002年）
- 『ミサイル防衛』（日本国際問題研究所、2002年）
- 『現代アメリカ外交キーワード』（有斐閣、2003年）
- 『ブッシュ政権とアメリカの保守勢力』（日本国際問題研究所、2003年）
- 『イラク戦争と自衛隊派遣』（東洋経済新報社、2004年）
- 『グローバル化とアジアの現実』（中央大学出版部、2005年）
- 『地球型社会の危機』（芦書房、2005年）
- 『グローバル・ガバナンス』（日本経済評論社、2006年）
- 『グローバリゼーションの危機管理』（芦書房、2006年）
- 『アメリカ外交の諸潮流』（日本国際問題研究所、2007年）
- 『アメリカ・カナダ』（ミネルヴァ書房、2008年）
- 『米軍再編と日米安全保障協力―同盟摩擦の中で変化する沖縄の役割』（福村出版、2008年）
- 『現代米国の虚像と実像』（同文舘、2009年）
- 『現代アジア辞典』（文眞堂、2009年）
- 『日米同盟とは何か』（中央公論新社、2011年）
- スコット・セーガン、ケネス・ウォルツ著『核兵器の拡散: 終わりなき論争』（勁草書房 、2017年）監訳
- 『トランプ後の世界秩序―激変する軍事・外交・経済』（東洋経済新報社、2017年）
- 『アメリカ文化事典』（丸善出版、2018年）
- 『2020年生き残りの戦略―世界はこう動く! 』（創成社、2020年）
- 『2021年 パワーポリティクスの時代―日本の外交・安全保障をどう動かすか』（創成社、2021年）
- 『インテリジェンス用語事典』（並木書房 、2022年）
- 『パンデミック対応の国際比較』（東信堂 、2022年）

## 論文[26]
- 「東を巻き込む究極の経済統合（翻訳）」『正論』（1990年1月）
- 「 復活するアメリカーアメリカの強さを検証する」
- 「 米軍再編と我が国の安全保障」 日本工業倶楽部　第1248回木曜講演会要旨
- 「人権の国際文化論」自由社「自由」（1999年9月）
- 「 ITの明暗分かれたアジア経済」アジア経済研究所（動向年報）（2001年3月）
- 「競合と共生を模索するアジア」 アジア経済研究所（動向年報）（2002年3月）
- 「ブッシュドクトリンと同盟管理」 RIA Newsletter No.125（2003年1月）
- 「 米中接近と日米同盟の空洞化」 世界と議会（2003年11月）
- 「日本とアジアーアジア共同体のグランドデザインを描くのは誰か」アジア経済研究所（動向年報）（2004年5月）
- 「 グローバル化する米軍と日米同盟の行方」 国会画報（ 2004年6月）
- 「在日米軍再編の見通しは」 世界週報（ 2005年4月）
- 「 普天間基地問題解決への処方箋」 世界週報（2005年10月）
- 「 米軍再編と我が国の安全保障」 日本工業倶楽部第1248回講演（ 2005年11月）
- 「トランスフォーメーションを進めた二人の国防長官」 修親（ 2005年12月）
- 「[特集]安保の現場から・米軍再編を追う」世界日報（ 2006年2月2０日）
- 「どう読む米国防計画見直し計画」世界日報（ 2006年2月２０日）
- 「 在日米軍再編と日米同盟」日本の風（2006年3月）
- 「 「戦略岐路」にある国家を”ヘッジ”する米国新国防戦略」世界週報（ 2006年4月4日）
- 「 アメリカの新国防戦略と在日米軍再編協議」世界と議会（2006年4月）
- 「 在日米軍再編と日米同盟」世界週報（2006年6月27日）
- 「新政権の安全保障課題は」世界週報（2006年9月19日）
- 「 「封印」された日本核武装論を解き放て」世界週報（2007年1月16日）
- 「在日米軍再編協議と日米同盟の『再編』」世界週報（2007年６月２７日）
- 「米軍再編を語り合うー防衛庁主催『米軍再編シンポジウム』」 SECURITARIAN（2007年7月）
- 「民間軍事会社ブラックウォーター-知られざる米軍の第５軍-」修身（ 2007年11月）
- 「地殻変動する世界と無極化時代の日米同盟」 時事通信社 週刊e-World（ 2008年10月29日）
- 「オバマ政権発足100日・安保戦略　変化する東アジア情勢と米戦略」時事通信社 週刊e-World（ 2009年5月13日）
- 「 米中接近と日米同盟の行方」 改革者 （ 2009年7月号）
- 「中国をいかに抑止するかーオバマの国防戦略QDR2010と日米同盟」時事通信社 週刊e-World（2010年2月24日）
- 「 米軍再編と日米同盟ー迷走する普天間基地問題ー」東亜（2010年5月）
- 「 私が考える新防衛大綱ー自衛隊を南西シフトせよ」日経ビジネスONLINE（2010年10月6日）
- 「 採点！新防衛大綱～これで日本を守れるか？」 日経ビジネスONLINE（ 2011年1月5日）
- 「３つの脅威に対処する日米同盟＝新防衛大綱と米の対中強硬戦略」 時事通信社 週刊e-World（ 2011年2月23日）
- 「「冷たい平和における共存の時代」にーオバマ政権の対中戦略大転換」改革者（ 2011年3月号）
- 「震災が変える日本外交ー新たな危機に直面する日本」 日経ビジネスONLINE（ 2011年5月27日）
- 「普天間基地移転問題が”棚上げ”された真相ー２＋２開催の意義意義は？ー」日経ビジネスONLINE（2011年7月4日）
- 「 東日本大震災で日米同盟は変わったか？」 時事通信社 週刊e-World（2011年7月27日）
- 「米緊縮財政下の国防戦略転換＝日米関係に及ぼす影響」 時事通信社 週刊e-World（ 2011年9月28日）
- 「 戦略的シフト期にある東アジア情勢にどう臨むか」公明（ 2011年12月）
- 「 米国の新国防戦略が日本にもたらす”危機”」日経ビジネスONLINE（ 2012年1月13日）
- 「どう読む「新国防戦略」」時事通信社 週刊e-World（ 2012年2月8日）
- 「沖縄海兵隊のグアム先行移転がもたらす３つの問題」 日経ビジネスONLINE（ 2012年2月8日）
- 「  米国の大統領選挙と日米同盟」 東亜（ 2012年3月）
- 「抑止力に影響はないのか＝どう読む米海兵隊・先行移転と普天間切り離し」 時事通信社 週刊e-World（ 2012年3月7日）

## 学術論文
- 「米中台トライアングルのジレンマ」『日本国際問題研究所』（2003年3月）
- 「アナーキー下の安全保障論」『政経研究』第39号第4号（2003年3月）
- 「在日米軍再編と日米同盟」『国際安全保障』第33巻第3号（2005年12月）
- 「国防総省の変革をめぐる人脈の分析」『米国外交の諸潮流－人・組織、ネットワーク及び思想の調査』（日本国際問題研究所、2006年3月）
- 「米軍再編と日米同盟」『国際情勢紀要』（国際情勢研究所、2007年2月）
- 「アフガニスタンの地域復興支援チーム（PRT)－PRTの起源と現状」『海外事情』（海外事情研究所、2007年12月）
- 「2008年米大統領選挙と日米関係」『海外事情』（海外事情研究所、2008年1月）
- 「アメリカの戦略文化－戦略文化から見る米国の先制攻撃論」『国際情勢紀要』（国際情勢研究所、2008年2月）
- 「無極化の安全保障－ブッシュドクトリンが世界システムに与えた影響」『海外事情』（海外事情研究所、2008年11月）
- 「ブッシュ政権の安全保障」『海外事情』（海外事情研究所、2008年12月）
- 「アメリカ黒人大統領誕生の歴史的意義－奴隷制度とアメリカの理想」『海外事情』（海外事情研究所、2009年2月）
- 「オバマ新政権の外交政策」『国際情勢紀要』（国際情勢研究所、2009年2月）
- 「米新政権の外交政策と日米関係」『海外事情』（海外事情研究所、2009年2月）
- 「オバマ新政権と米国の外交政策」『立法と調査』（参議院常任委員会調査室、2009年2月）
- 「日米同盟の将来」（(財)世界平和研究所「日米同盟研究会」、2009年9月）
- 「「核のある世界」、「核のない世界」－オバマ政権の核政策と日本」『海外事情』（海外事情研究所、2009年10月）
- 「積極的平和主義と日米同盟のあり方」（日本国際フォーラム、2009年10月）
- 「オバマ大統領の新アフガニスタン政策」『海外事情』（海外事情研究所、2010年1月）
- 「オバマの国防戦略（2010QDR)と日米同盟」『海外事情』（海外事情研究所、2010年4月）
- 「日米同盟は本来どうあるべきか」『明日への選択』（日本政策研究センター、2010年4月）
- 「アメリカ海兵隊の「抑止力」」『海外事情』（海外事情研究所、2010年7/8月）
- 「米国の核政策の動向-8年ぶりの「核態勢の見直し（NPR)」を読み解く」『立法と調査』（参議院常任委員会調査室、2010年10月）
- 「米国の新国防戦略を読み解く」『外交』（時事通信社、2010年10月）
- 「The Obama Administration's Security Strategy and the Japan-US Alliance」（AJISS Commentary、2010年11月19日）
- 「中国の台頭と日米同盟」『海外事情』（海外事情研究所、2011年1月）
- 「オバマ政権のアフガニスタン政策と「対反乱作戦（COIN)」『国際情勢紀要』（国際情勢研究所、2011年2月）
- 「日本の新防衛大綱と日米同盟」（ユーラシア２１研究所、2011年2月）
- 「米国の緊縮財政下での国防戦略と日米中関係」『海外事情』（海外事情研究所、2011年10月）
- 「米国の「戦略機軸」のアジア・シフトと日米同盟」『海外事情』（海外事情研究所、2012年1月）
- 「サイバー戦の現状と展望-「電脳龍」と「電脳鷲」の闘い」『国際情勢紀要』（国際情勢研究所、2012年2月）
- 「パワー・シフト下と日米同盟」『海外事情』（海外事情研究所、2012年7月）
- 「 第２期オバマ政権下の日米同盟ー安倍政権は領土問題をいかに解決するか」『海外事情』（海外事情研究所、2013年1月）[27]
- 「オスプレイ（V-22)の開発史」 海外事情『報告』第47号（海外事情研究所、2013年4月30日）[28]
- 「パワー・パラドックス時代の日米同盟」『海外事情』（海外事情研究所、2013年5月）[29]
- 「アメリカの「中東回帰」『海外事情』（海外事情研究所、2014年3月）[30]
- 「オバマ・ドクトリンと日米同盟」『海外事情』（海外事情研究所、2014年7・８月）[31]
- 「「混迷するアメリカ」と世界」『海外事情』（海外事情研究所、2015年2月）[32]

## 関連人物
- 中曽根康弘 - 内閣総理大臣（第71・72・73代）
- 海部俊樹 - 内閣総理大臣（第76・77代）
- 石破茂 - 内閣総理大臣（第102・103代）
- ヘンリー・キッシンジャー（Henry Kissinger)
- レイ・クライン(Ray S. Cline) - CIA副長官
- マイケル・グリーン（Michael Jonathan Green)
- ジョセフ・ナイ（Joseph Nye)
- リチャード・アーミテージ
- 小谷豪冶郎
- 福田恆存
- 若泉敬
- 長島昭久 - 衆議院議員内閣総理大臣補佐官
- 松川るい - 衆議院議員